# Ayla Brown
Ayla Marie Brown (Wrentham, 28 luglio 1988) è una cantante statunitense.
Figlia del politico Scott Brown e della giornalista Gail Huff, ha partecipato nel 2006 alla quinta edizione di American Idol. È anche un'ex giocatrice di basket e ha militato nella squadra delle Boston College Eagles.

## Discografia
- 2006 - Forward
- 2009 - Ayla Brown Live!
- 2010 - Circles – EP
- 2012 - Ayla Brown
- 2012 - Heroes & Hometowns
- 2015 - Let Love In